# Microcheilinellidae
De Microcheilinellidae zijn een familie van uitgestorven kreeftachtigen uit de klasse van de Ostracoda (mosselkreeftjes).

## Geslachten
- Ampuloides †
- Karinadomella †
- Microcheilinella †
- Newsomites †
- Punctacheilinella Becker and Wang 1992 †